# Khasynsky (huyện)
Huyện Khasynsky (tiếng Nga: Хасы́нский райо́н) là một huyện hành chính tự quản (raion), của Tỉnh Magadan, Nga. Huyện có diện tích 20162 kilômét vuông, dân số thời điểm ngày 1 tháng 1 năm 2000 là 16000 người. Trung tâm của huyện đóng ở Palatka.